# Hvozd (okres Plzeň-sever)
Hvozd (německy Fosslau) je obec ve střední části okresu Plzeň-sever v Plzeňském kraji. V celé obci žije 264 obyvatel. Katastrální území Hvozd u Manětína má výměru 530,45 ha.

## Historie
První písemná zmínka o vesnici pochází z roku 1253.
Na konci druhé světové války byla vesnice 7. května 1945 osvobozena 97. pěší divizí americké armády.

## Přírodní poměry
Hvozd leží na planině na západním okraji manětínských lesů v nadmořské výšce 580 metrů, šest kilometrů jihovýchodně od Manětína. Hvozd sousedí na severovýchodě s Hodovizem, na východě s Osojnem, na jihovýchodě s Bažantnicí a Dražní, na jihu s Lítým, na západě s hospodářským dvorem Libenov a na severozápadě s Radějovem. Západně od vsi začíná přírodní park Manětínská.

## Obyvatelstvo
Při sčítání lidu v roce 1921 zde žilo 245 obyvatel (z toho 123 mužů), z nichž bylo 244 Čechoslováků a jeden Němec. S výjimkou čtyř členů církve československé, jednoho příslušníka nezjišťovaných církví a tří lidí bez vyznání byli římskými katolíky. Podle sčítání lidu z roku 1930 měla vesnice 254 obyvatel: 252 Čechoslováků a dva Němce. Převažovala římskokatolická většina, ale ve vsi žilo také 98 evangelíků, šest členů církve československé, dva židé a devět lidí bez vyznání.
| Rok            | 1869 | 1880 | 1890 | 1900 | 1910 | 1921 | 1930 | 1950 | 1961 | 1970 | 1980 | 1991 | 2001 | 2011 | 2021 |
| -------------- | ---- | ---- | ---- | ---- | ---- | ---- | ---- | ---- | ---- | ---- | ---- | ---- | ---- | ---- | ---- |
| Počet obyvatel | 416  | 408  | 397  | 393  | 353  | 380  | 379  | 272  | 273  | 249  | 284  | 249  | 246  | 253  | 249  |
| Počet domů     | 58   | 65   | 70   | 71   | 73   | 70   | 80   | 81   | 70   | 64   | 73   | 76   | 79   | 81   | 88   |

## Obecní správa
V roce 1869 Hvozd byl osadou obce Líté v okrese Kralovice. Od roku 1880 je obcí v okrese Kralovice (1880–1930), poté v okrese Plasy (1950) a později v okrese Plzeň-sever.

### Části obce
- Hvozd
- Hodoviz

V letech 1960–1991 k obci patřila i Dražeň.

### Obecní symboly
Znak a vlajka byly obci uděleny rozhodnutím předsedy Poslanecké sněmovny Parlamentu České republiky dne 21. října 2004.

## Pamětihodnosti
- Boží muka
- Socha Archanděla Michaela
- Smírčí kříž

## Galerie

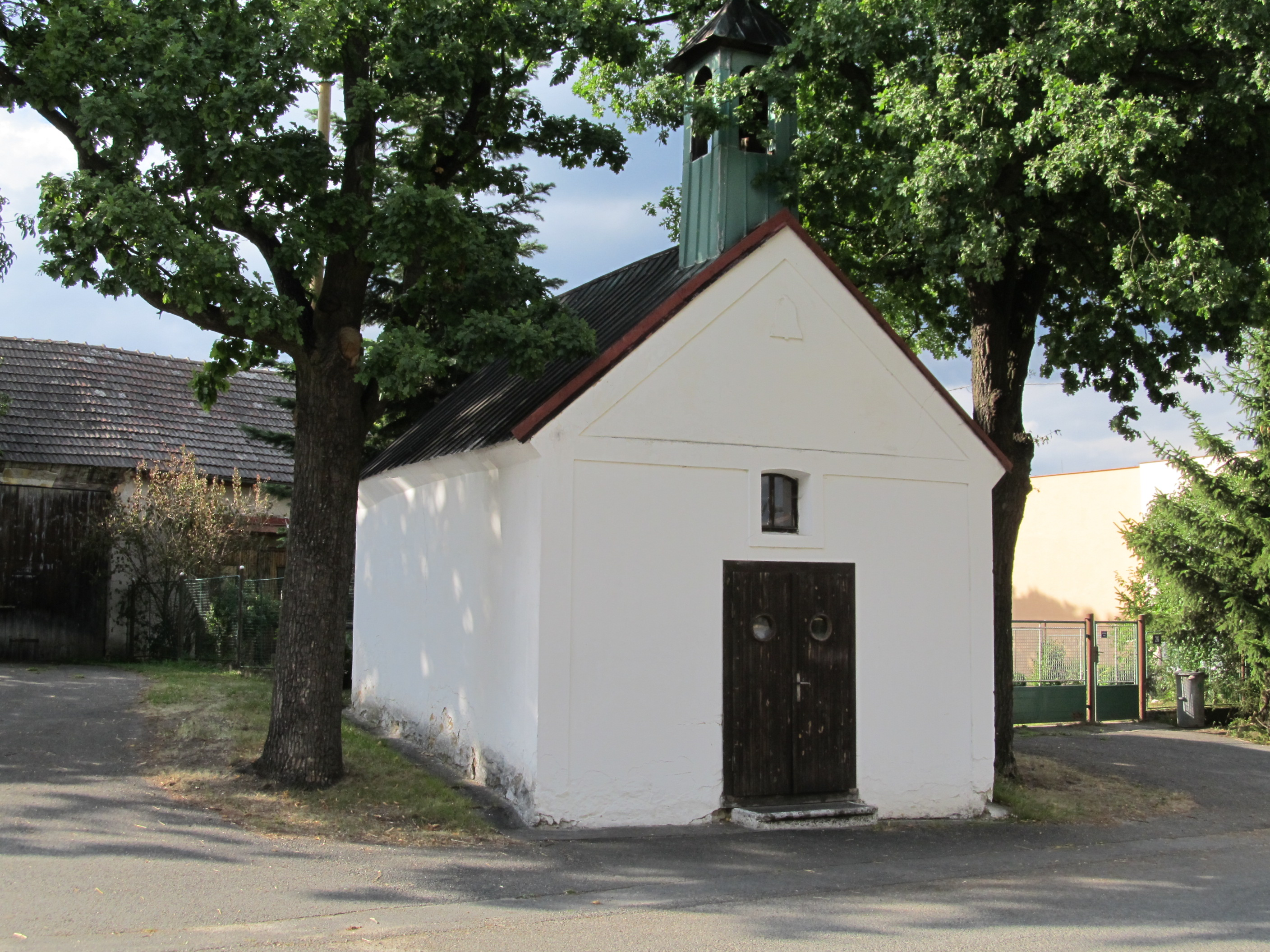
Kaple
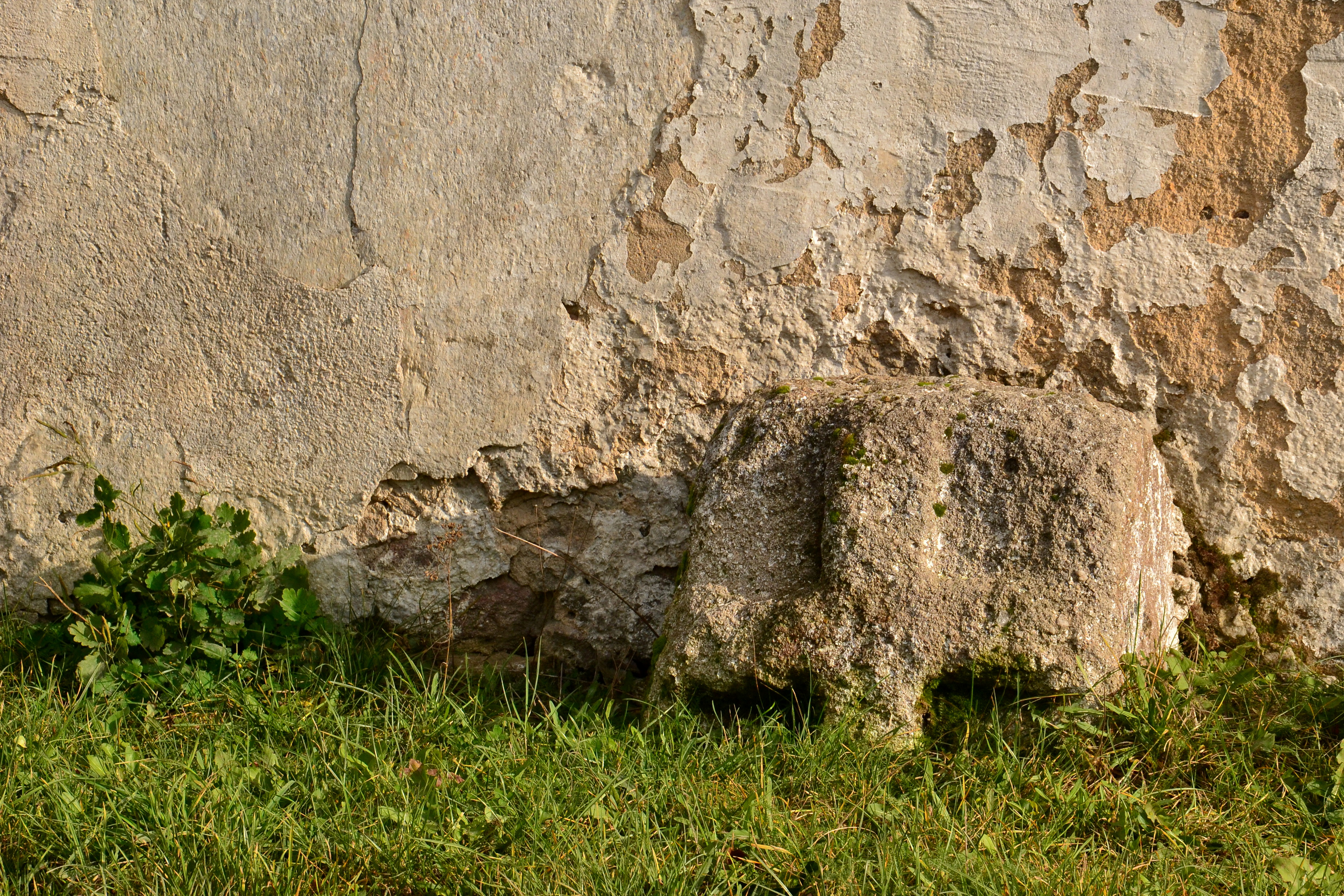
Smírčí kříž
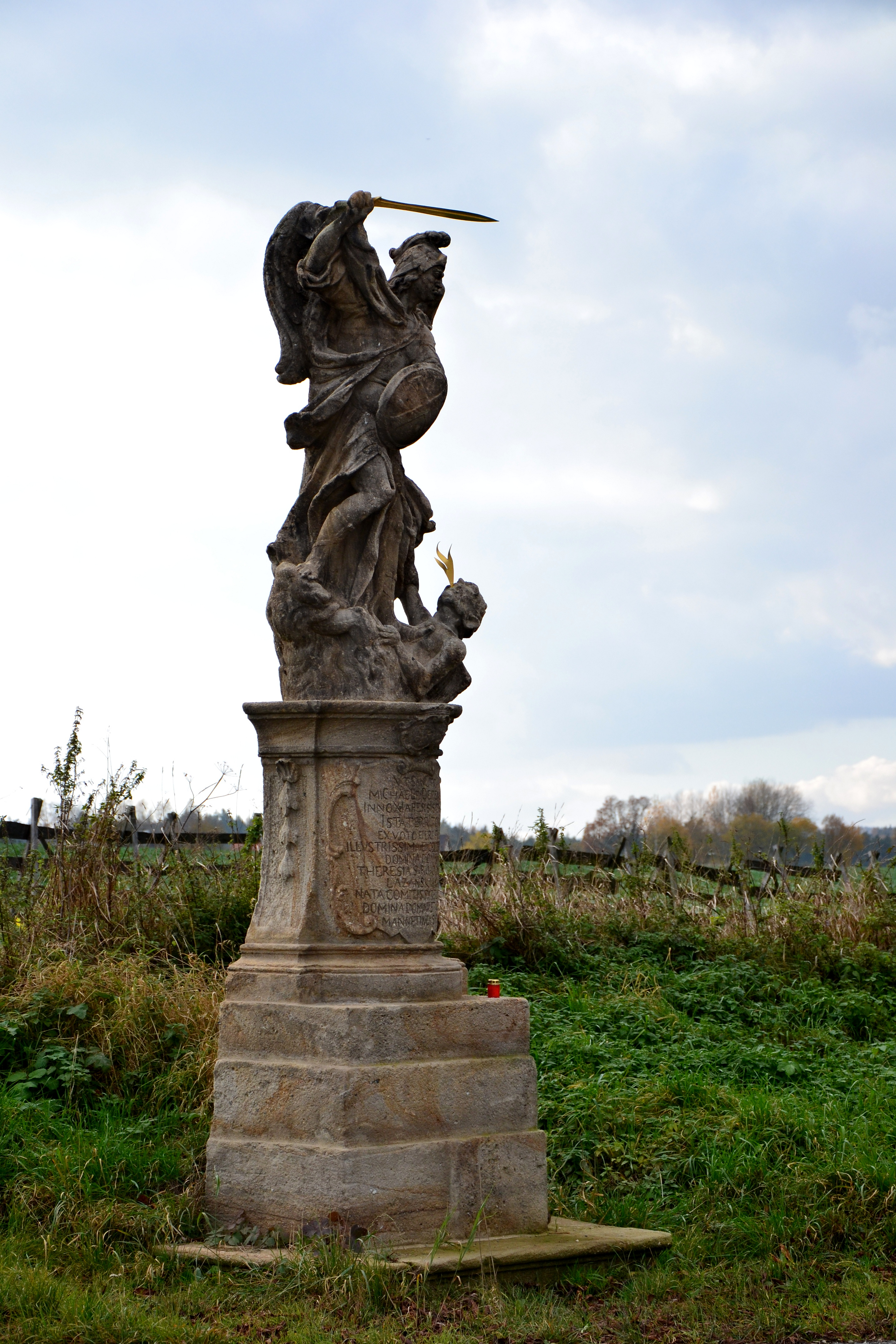
Socha Archanděla Michaela
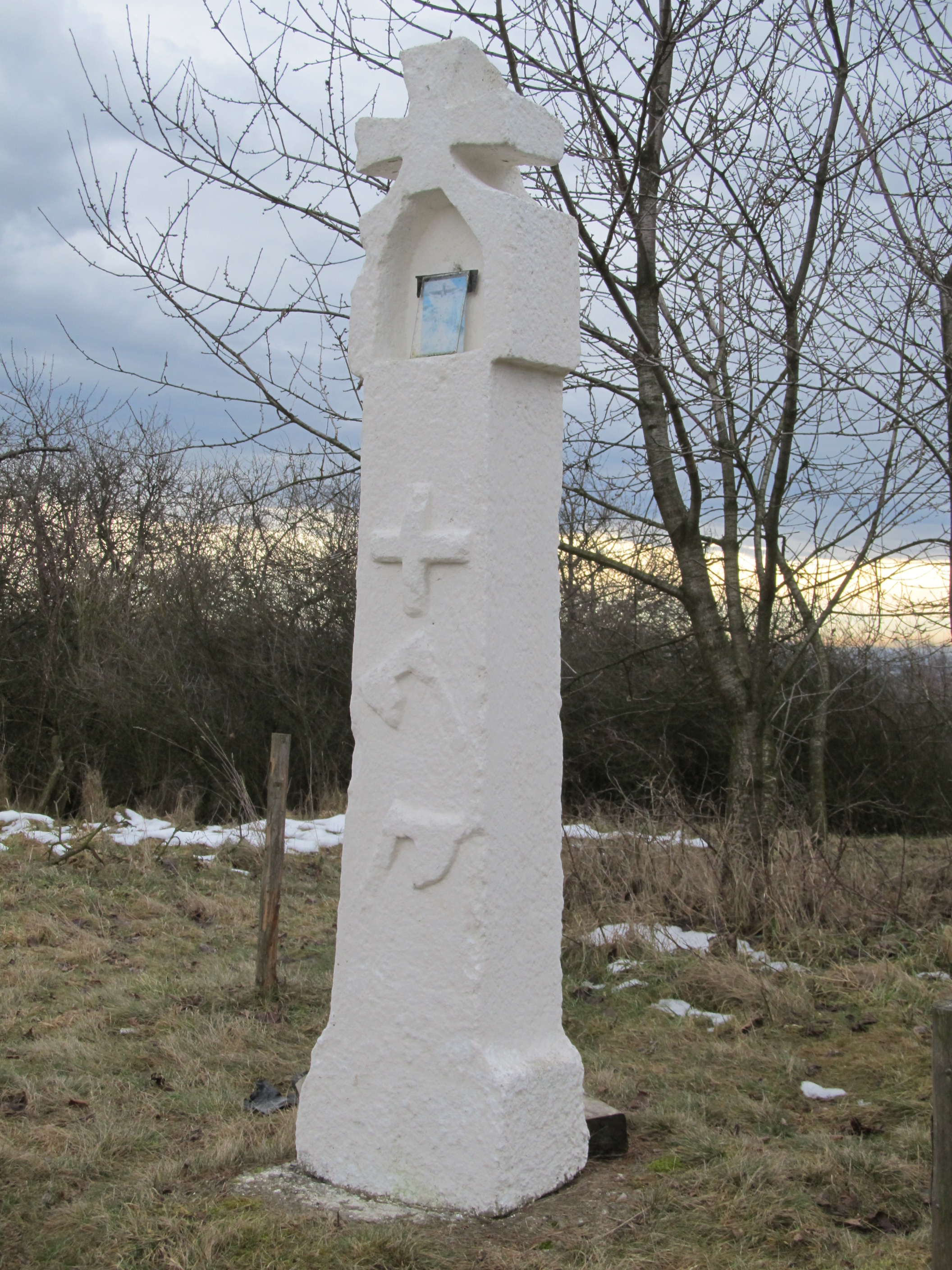
Boží muka